# Joaquín Arbe
Joaquín Arbe, född 25 augusti 1990, är en argentinsk friidrottare. Han deltog vid olympiska sommarspelen 2020.